# BMW R 25/3
BMW R 25/3 – produkowany od 1953 do 1956 jednocylindrowy motocykl firmy BMW będący następcą modelu R 25/2.

## Historia
W stosunku do poprzednika nastąpiły nastąpiło sporo zmian. Zastosowano nowy zbiornik, poprawione hamulce i felgi z lekkich metali. Przekonstruowano również silnik zwiększając stopień sprężania do 7:1 i zmieniając średnicę gardzieli gaźników na 24mm podnosząc moc do 13KM. Zastosowanie ramy spawanej pozwalało na jazdę z bocznym wózkiem. Sprzedano 47700 sztuk w cenie 2060 DM.

## Konstrukcja
Jednocylindrowy silnik górnozaworowy o mocy 13 KM zasilany gaźnikiem Bing 1/24/41 lub SAWE Typ K 24 F o średnicy gardzieli 24mm. Suche sprzęgło jednotarczowe połączone z 4-biegową, sterowaną nożnie skrzynią biegów. Napęd koła tylnego wałem Kardana. Zamknięta spawana rama z rur stalowych z suwakowym zawieszeniem tylnego koła i teleskopowym przedniego koła. W obu kołach zastosowano hamulce bębnowe o średnicy 160mm. Prędkość maksymalna 119 (z wózkiem bocznym 88) km/h.